# TNF-Blocker
TNF-Blocker sind Arzneistoffe, die in der Behandlung von entzündlichen Erkrankungen Anwendung finden. Sie sind Hemmstoffe des Signalstoffs Tumornekrosefaktor (TNF), der an der Steuerung der Zellaktivität des Immunsystems beteiligt ist. TNF kann Zelltod, Zell- und Gewebswachstum, Zelldifferenzierung und Ausschüttung anderer Signalstoffe anregen. Er löst Fieber aus und ist an der Entstehung der Kachexie bei bestimmten Krankheiten beteiligt. Ferner wirkt TNF auf den Fettstoffwechsel, die Blutgerinnung, die Insulinresistenz und die endotheliale Funktion.
TNF-Blocker werden zurzeit vor allem zur Behandlung der chronisch-entzündlichen Darmerkrankungen Morbus Crohn und Colitis ulcerosa, der chronisch-entzündlichen Wirbelsäulenerkrankung Morbus Bechterew, der Hautkrankheit Psoriasis, der Gelenkerkrankung Rheumatoide Arthritis und der Takayasu-Arteriitis genutzt. Sie zeigten sich in Teilen auch wirksam bei rezidivierender Polychondritis.
Die wichtigsten medizinisch genutzten Vertreter der TNF-Blocker sind die monoklonalen Antikörper Infliximab, Adalimumab, Golimumab und Certolizumab pegol sowie das gentechnologisch hergestellte Protein Etanercept.